# Bendiuha, Sokal
Bendiuha (în ucraineană Бендюга) este un sat în comuna Mejîricicea din raionul Sokal, regiunea Liov, Ucraina.

## Demografie
Componența lingvistică a localității Bendiuha
     Ucraineană (100%)
Conform recensământului din 2001, toată populația localității Bendiuha era vorbitoare de ucraineană (100%).